# Kruspråk
Kruspråk är en språkgrupp inom Niger-Kongospråken. De talas i ett område från sydöstra Liberia till östra Elfenbenskusten. Namnet kru är av okänt ursprung. Enligt Westermann (1952) används ordet av européer för att beskriva ett antal stammar som talar besläktade dialekter, och dialekterna som helhet. Marchese (1989) anmärker att termen kan ha uppstått från det faktum att dessa folk rekryterades som besättning (engelska crew) av europeiska sjöfarare.
Klassificeringen av kruspråken är som följer:
- Aizi
- Östkruspråk
  - Bakwe
  - Bété
  - Dida
  - Kodia
- Kuwaa
- Siamou
- Västkruspråk
  - Bassa
  - Dewoin
  - Gbii
  - Glio-oubi
  - Grebo
    - Jabo

  - Klao
  - Krumen
  - Tajuasohn
  - Wee
    - Daho-doo
    - Glaro-twabo
    - Konobo
    - Krahn
    - Nyabwa
    - Sapo
    - Wè
    - Wobe